# Зденекіт
Зденекіт (англ. zdenekite) — мінерал класу фосфатів, арсенатів та ванадатів.

## Загальний опис
Хімічна формула: NaPbCu5(AsO4)4Cl∙5H2O. Містить (%): Na – 1,87; Cu – 25,85; As – 24,38; H – 0,82; Pb – 16,86; Cl – 2,88; O – 27,34. Таблитчасті кристали, сфероліти. Сингонія тетрагональна. Твердість 1,5 – 2. Густина 4,1. Колір яскраво-синій, бірюзово-блакитний. Риса світло-блакитна. Блиск скляний. Крихкий. Прозорий або напівпрозорий. Спайність досконала. Злам нерівний. Зустрічаються в зонах окиснення рудних родовищ разом з олівенітом, гемінітом, англезитом, ковеліном, тенантитом, галенітом. Утворюється у зоні окиснення червоноколірних пісковиків Pb–Cu родовищ (Cap Garonne Mine, Le Pradet, Var, Provence-Alpes-Côte d'Azur, France). Названий в честь Здендека Йохана — віце-президента Міжнародної мінералогічної асоціації.